# Stanislav Vinaver
Stanislav Vinaver, cyr. Станислав Винавер (ur. 1 marca 1891 w Šabacu, zm. 1 sierpnia 1955 w Niškiej Banji) – serbski poeta i tłumacz.

## Życiorys
Urodził się w żydowskiej rodzinie o polskich korzeniach, był synem Avrama Josifa Vinavera. Studia matematyczne i muzyczne podjął na Sorbonie w Paryżu. Był uczestnikiem I wojny światowej. W latach 1918–1941 pracował jako dziennikarz, współpracownik serbskiego czasopisma Vreme i Radia Belgrad. W czasie II wojny światowej przebywał w niewoli w jednym z obozów pod Osnabrück. Po wojnie pracował jako zawodowy literat i tłumacz. Zajmował się przekładem tekstów z francuskiego, niemieckiego, rosyjskiego, angielskiego i hiszpańskiego.